# Sharable Content Object Reference Model
Het Sharable Content Object Reference Model (SCORM) is een verzameling standaarden en specificaties die bij e-learning kunnen worden toegepast. Dit referentiemodel is ontwikkeld door het 'Advanced Distributed Learning (ADL) Initiative' in opdracht van het United States Department of Defense en wel om interoperabiliteit, toegankelijkheid en herbruikbaarheid van 'web-based' onderwijsmateriaal mogelijk te maken.
Hoewel er meerdere versies zijn geweest zijn de twee belangrijkste versies op dit moment SCORM 1.2 en SCORM 2004 (ook wel bekend als SCORM 1.3). Van SCORM 2004 bestaan inmiddels meerdere 'edities'.
Strikt genomen is SCORM geen open standaard. Aan de voorwaarde: "Het beheer van de standaard ligt bij een not-for-profit organisatie die een volledig vrij toetredingsbeleid kent" wordt niet voldaan.